# Natation aux Jeux africains de 1995
Navigation
Jeux africains 1991 Jeux africains 1999
Les compétitions de natation aux Jeux africains de 1995 ont lieu en septembre 1995 à Harare, au Zimbabwe.
L'entrée en lice pour la première fois des Sud-Africains change la donne dans ces épreuves de natation historiquement dominées par l'Égypte.

## Médaillés

### Hommes
| Épreuves               | Or                                                                                 | Argent                                                                             | Bronze                                                                          |
| Nage libre             | Nage libre                                                                         | Nage libre                                                                         | Nage libre                                                                      |
| ---------------------- | ---------------------------------------------------------------------------------- | ---------------------------------------------------------------------------------- | ------------------------------------------------------------------------------- |
| 50 m                   | Peter Williams 23 s 14                                                             | Donald Morrison 23 s 46                                                            | Tamer Zinhom 23 s 64                                                            |
| 100 m                  | Salim Iles 49 s 48                                                                 | Mark Duncan 52 s 22                                                                | Tamer Zinhom 52 s 24                                                            |
| 200 m                  | Salim Iles 1 min 53 s 37                                                           | Gary Albertyn 1 min 54 s 69                                                        | Mark Jollands 1 min 55 s 53                                                     |
| 400 m                  | Ryk Neethling 4 min 1 s 98                                                         | Mark Jollands 4 min 3 s 39                                                         | Hatem Seif 4 min 7 s 13                                                         |
| 1 500 m                | Ryk Neethling 15 min 54 s 18                                                       | Hatem Seif 16 min 32 s 09                                                          | Louwrens Appelcryn 16 min 51 s 49                                               |
| Dos                    |                                                                                    |                                                                                    |                                                                                 |
| 100 m                  | Barend Nortjé 58 s 08                                                              | Gary Albertyn 59 s 49                                                              | Mohamed Madani 59 s 73                                                          |
| 200 m                  | Gary Albertyn 2 min 7 s 76                                                         | Michael Windisch 2 min 11 s 71                                                     | Mohamed Madani 2 min 11 s 82                                                    |
| Brasse                 |                                                                                    |                                                                                    |                                                                                 |
| 100 m                  | Herman Louw 1 min 4 s 20                                                           | Brett Petersen 1 min 4 s 84                                                        | Shemseddine Mahmoud 1 min 6 s 4                                                 |
| 200 m                  | Herman Louw 2 min 18 s 11                                                          | Adrian Bosch 2 min 21 s 46                                                         | Shemseddine Mahmoud 2 min 25 s 21                                               |
| Papillon               |                                                                                    |                                                                                    |                                                                                 |
| 100 m                  | Tamer Zinhom 55 s 75                                                               | Theo Verster 56 s 52                                                               | Salah Khalef 57 s 57                                                            |
| 200 m                  | Brynn Andrew 2 min 4 s 78                                                          | Theo Verster 2 min 6 s 03                                                          | Hisham Roshdy 2 min 7 s 44                                                      |
| Quatre nages           |                                                                                    |                                                                                    |                                                                                 |
| 200 m                  | Gary Albertyn 2 min 7 s 93                                                         | Tamer Zinhom 2 min 9 s 56                                                          | Glen Walshaw 2 min 12 s 38                                                      |
| 400 m                  | Michael Windisch 4 min 40 s 40                                                     | Wade Ferguson 4 min 43 s 34                                                        | Chris Shaw 4 min 45 s 14                                                        |
| Relais                 |                                                                                    |                                                                                    |                                                                                 |
| 4 × 100 m nage libre   | Afrique du Sud Paul Fryer Donald Morrison Gary Albertyn Mark Duncan 3 min 28 s 71  | Algérie Reda Boutaghou Abdallah Benchekour Salah Khalef Salim Iles 3 min 32 s 09   | Égypte Tamer Zinhom Hisham Roshdy Mohamed Madani Mohamad El Hamid 3 min 35 s 40 |
| 4 × 200 m nage libre   | Afrique du Sud Paul Fryer Mark Jollands Ryk Neethling Gary Albertyn 7 min 36 s 95  | Égypte Tamer Zinhom Mohamad El Hamid Hisham Roshdy Hatem Seif 7 min 55 s 25        | Algérie Salim Iles Mehdi Addadi Reda Boutaghou Abdallah Benchekour 8 min 4 s 63 |
| 4 × 100 m quatre nages | Afrique du Sud Barend Nortjé Paul Fryer André Eerenstein Herman Louw 3 min 50 s 89 | Égypte Haitham Hazem Tamer Zinhom Mohamed Madani Shemseddine Mahmoud 3 min 54 s 07 | Algérie Salim Iles Reda Boutaghou Abderzak Bella Salah Khalef 3 min 58 s 45     |

### Femmes
| Épreuves               | Or                                                                                                 | Argent                                                                          | Bronze                                                                         |
| Nage libre             | Nage libre                                                                                         | Nage libre                                                                      | Nage libre                                                                     |
| ---------------------- | -------------------------------------------------------------------------------------------------- | ------------------------------------------------------------------------------- | ------------------------------------------------------------------------------ |
| 50 m                   | Rania Elwany 26 s 14                                                                               | Helene Muller 26 s 61                                                           | Marianne Kriel 26 s 81                                                         |
| 100 m                  | Rania Elwany 56 s 77                                                                               | Marianne Kriel 57 s 54                                                          | Marieke Theunissen 58 s 39                                                     |
| 200 m                  | Rania Elwany 2 min 2 s 98                                                                          | Karen Allers 2 min 3 s 09                                                       | Mandy Leach 2 min 8 s 59                                                       |
| 400 m                  | Karen Allers 4 min 24 s 80                                                                         | Marieke Theunissen 4 min 28 s 03                                                | Anita Kruger 4 min 42 s 30                                                     |
| 800 m                  | Robyn Bradley 9 min 6 s 0                                                                          | Tracy-Lee Elliott 9 min 16 s 18                                                 | Anita Kruger 9 min 39 s 42                                                     |
| Dos                    | |                                                                                 |                                                                                |
| 100 m                  | Marianne Kriel 1 min 3 s 28                                                                        | Rania Elwany 1 min 4 s 17                                                       | Jill Brukman 1 min 5 s 16                                                      |
| 200 m                  | Jill Brukman 2 min 18 s 88                                                                         | Marianne Kriel 2 min 18 s 92                                                    | Tanya Gurr 2 min 28 s 12                                                       |
| Brasse                 | |                                                                                 |                                                                                |
| 100 m                  | Penny Heyns 1 min 8 s 60                                                                           | Julia Russell 1 min 11 s 60                                                     | Linnell Tannock 1 min 17 s 07                                                  |
| 200 m                  | Penny Heyns 2 min 30 s 63                                                                          | Julia Russell 2 min 33 s 33                                                     | Linnell Tannock 2 min 46 s 71                                                  |
| Papillon               | |                                                                                 |                                                                                |
| 100 m                  | Mandy Loots 1 min 2 s 48                                                                           | Rania Elwany 1 min 4 s 75                                                       | Leezan Senekal 1 min 4 s 84                                                    |
| 200 m                  | Leezan Senekal 2 min 22 s 94                                                                       | Regan Byadwell 2 min 25 s 47                                                    | Lamia Fouad 2 min 25 s 54                                                      |
| Quatre nages           | |                                                                                 |                                                                                |
| 200 m                  | Tracy-Lee Elliott 2 min 24 s 04                                                                    | Tania Oosthuizen 2 min 28 s 88                                                  | Mandy Leach 2 min 30 s 14                                                      |
| 400 m                  | Tracy-Lee Elliott 5 min 7 s 15                                                                     | Tania Oosthuizen 5 min 15 s 42                                                  | Lamia Fouad 5 min 23 s 70                                                      |
| Relais                 | |                                                                                 |                                                                                |
| 4 × 100 m nage libre   | Afrique du Sud Karen Allers Marieke Theunissen Marianne Kriel Helene Muller 3 min 53 s 30          | Zimbabwe Shelley Dodd Tanya Gurr Mandy Leach Teresa Moodie 3 min 58 s 95        | Égypte Noha El Ghazaly Seremian Faiez Nesreen Morgan Rania Elwany 4 min 5 s 50 |
| 4 × 200 m nage libre   | Afrique du Sud Kirsten van Heerden Marieke Theunissen Tracy-Lee Elliott Karen Allers 8 min 34 s 93 | Égypte Rania Elwany Noha El Ghazaly Seremian Faiez Nesreen Morgan 8 min 50 s 22 | Zimbabwe Kirsten Smith Mandy Leach Teresa Moodie Shelley Dodd 8 min 51 s 54    |
| 4 × 100 m quatre nages | Afrique du Sud Helene Muller Penny Heyns Marianne Kriel Mandy Loots, 4 min 12 s 03                 | Zimbabwe Linnelle Tannock Tanya Gurr Mandy Leach Teresa Moodie 4 min 29 s 92    | Égypte Rania Elwany Seremian Faiez Lamia Fouad Noha El Ghazaly 4 min 30 s 02   |

## Tableau des médailles
| Rang | Nation         | Or | Argent | Bronze | Total |
| ---- | -------------- | -- | ------ | ------ | ----- |
| 1    | Afrique du Sud | 26 | 22     | 6      | 54    |
| 2    | Égypte         | 4  | 7      | 13     | 24    |
| 3    | Algérie        | 2  | 1      | 3      | 6     |
| 4    | Zimbabwe       | 0  | 2      | 8      | 10    |
| 5    | Namibie        | 0  | 0      | 2      | 2     |
|      | Total          | 32 | 32     | 32     | 96    |